# Gō Nagai
Kiyoshi Nagai (永井潔, Nagai Kiyoshi), més conegut pel seu nom artístic, Gō Nagai (永井 豪, Nagai Gō) (Wajima, Prefectura d'Ishikawa, 6 de setembre de 1945) és un guionista i dibuixant japonès de manga i gran innovador del gènere, ja que va inventar el gènere mecha i el manga d'acció de xiques androides. Nagai ha treballat amb Shōtarō Ishinomori i Ken Ishikawa. Moltes de les seues sèries manga tenen versions anime.

## Trajectòria
Als vint-i-cinc anys, després d'una greu malaltia, va crear Kuro no Shishi (黒の獅士, El lleó negre).
El 1967 creà el manga Maekashi Porikichi, publicat a la revista Bokura.
En la seua sèrie Harenchi Gakuen (ハレンチ学園, L'escola indecent, 1968-1972, revista Shōnen Jump) Nagai va utilitzar l'erotisme en historietes infantils per primera vegada al Japó arremetent contra els tabús i arribant a tindre una gran polèmica. La violència i l'humor groller també van ser reprovats arreu de la societat japonesa. La sèrie va concloure dramàticament: tots els personatges moren durant una massacre.
En 1962, Go Nagai va establir Dynamic Productions, una companyia per a desenvolupar els seus projectes de manga i anime. Els primers títols d'aquesta nova empresa van ser Getter Robo i Abashiri Ikka ('La família Abashiri').
Després de Harenchi Gakuen Nagai va crear la sèrie de Mazinger Z (マジンガーZ, Majinga Z), que després continuaria amb les seqüeles Great Mazinger i UFO Robo Grendizer (Goldorak), en les quals va desenvolupar el concepte de robot (mecha) gegant pilotat des d'una cabina. Més tard introduiria el concepte de robot tranformable amb Groizer X i Getter Robo. Aquestes idees van resultar sorprenentment productives en molts programes de televisió posteriors. Al mateix temps que Mazinger, va crear una de les seues sèries més populars, Debiruman (デビルマン, Devilman o Home diable), sobre un heroi que combat contra impressionants hordes de dimonis. Debiruman encara és una sèrie de culte al Japó. Devilman està inspirat en mao dante (demon lord dante) el primer manga de Go Nagai sobre dimonis. Més tard va tenir el seu anime de tretze episodis.
Nagai introdueix l'erotisme en els mangues que antigament eren considerats infantils, ja que després de publicar obres com Harenchi Gakuen, Cutey Honey i Kekko Kamen (en aquesta últimes dues incloïa temes com la humiliació sexual, la violència i la mutilació, nus per onsevulla, personatges ambigus, etc.) molts autors d'aqueixa generació (mitjans dels 60 i dels 70) van seguir amb aquesta línia d'incloure erotisme en els seus mangues, cada vegada sent més explícit, fins a arribar a l'actualitat. Exemple d'això pot ser l'autor de Video Girl Ai, Masakazu Katsura, que en entrevistes confessa que va triar el Shonen Jump per a mostrar les seues obres, ja que ho considerava un exponent d'erotisme.
Nagai s'ha superat molt en l'aspecte del contingut eròtic dels seus mangues, començant a dibuixar escenes bondage en els seus primers treballs (com en Cutey Honey i Kekko Kamen), arribant a dibuixar escenes de sexe oral i escenes de sexe en múltiple com en Hanappe Bazooka i Kamasutra (també ha fet molta percussió en el fet dels hermafrodites i en els acudits d'origen sexual o flatulent). Cal aclarir que l'autor sempre s'ha «autocensurat» no mostrant parts genitals tant de personatges femenins com masculins.

## Títols creats i basats en obres de Go Nagai
- Devilman (デビルマン)(TV, 1972-07)
- Mazinger Z (マジンガーＺ)(TV, 1972-12)
- Mazinger Z tai Devilman (マジンガーＺ対デビルマン)(Pel·lícula, 1973-07)
- Cutie Honey (キューティーハニー, Cutie Honey)(TV, 1973-10)
- Dororon Enma-kun (ドロロンえん魔くん)(TV, 1973-10)
- Mazinger Z tai Dr. Hell (マジンガーＺ対ドクターヘル)(Pel·lícula, 1974-03)
- Getter Robo (ゲッターロボ)(TV series, 1974-04)
- Mazinger Z tai Ankoku Daishougun (マジンガーＺ対暗黒大将軍)(Pel·lícula, 1974-07)
- Gran Mazinger (グレートマジンガー)(TV, 1974-09)
- Great Mazinger tai Getter Robo (グレートマジンガー対ゲッターロボ)(Pel·lícula, 1975-03)
- Getter Robo G (ゲッターロボ G)(TV, 1975-05)
- Great Mazinger tai Getter Robo G: The Great Space Encounter (グレートマジンガー対ゲッターロボＧ 空中大激突)(Pel·lícula, 1975-07)
- Uchuu Enban Dai-Sensou (宇宙円盤大戦争, Gran batalla contra plats volants)(Pel·lícula, 1975-07)
- Kotetsu Jeeg (鋼鉄ジーグ)(TV, 1975-10)
- UFO Robo Grendizer tai Great Mazinger (ＵＦＯロボ グレンダイザー対グレートマジンガー)(Pel·lícula, 1976-03)
- Daikyu Maryû Gaiking (大空魔竜ガイキング)(TV, 1976-04) Nagai va tenir alguns problemes amb Toei i va ser retirat dels crèdits.[3] Finalment Nagai va demandar a Toei i va cancel·lar altres col·laboracions seves durant un temps. El mateix Nagai va confirmar que ell va ser el creador del robot en el Comicon 2007 de Nàpols, Sicília.[4]
- Grendizer, Getter Robo G, Great Mazinger: Kessen! Daikaijuu! (グレンダイザー・ゲッターロボＧ・グレートマジンガー 決戦！大海獣) (Pel·lícula, 1976-07)
- Gloizer X (グロイザーＸ, Groizer X)(TV, 1976-07)
- UFO Robo Grendizer: Desafiament al colgar el Sol roig (ＵＦＯロボ　グレンダイザー／赤い夕陽の対決)(Película, 1976-12)
- Majokko Chikkuru (魔女っ子チックル)(TV, 1978-03)
- Psychoarmor Govarian (サイコアーマーゴーバリアン)(TV, 1983-07)
- God Mazinger (ゴッドマジンガー)(TV, 1984-04)
- Chounouryoku Shoujo Barabanba (超能力少女バラバンバ)(OVA, 1985-06)
- Mujigen Hunter Fandora (夢次元ハンター　ファンドラ, Dream Dimension Hunter Fandora)(OVA, 1985-09)
- Violence Jack: Slum King (バイオレンス・ジャック／ハーレムボンバー編, Violence Jack: Harlem Bomber)(OVA, 1986-06)
- Devilman: The Birth (デビルマン)(OVA, 1987-11)
- Violence Jack: Evil Town (バイオレンスジャック／地獄街編, Violence Jack: Jigoku Gai)(OVA, 1988-12)
- Jushin Liger (獣神ライガー, Beast-God Riger)(TV, 1989-03)
- Shutendoji (手天童子, Shuten Douji)(OVA, 1989-12)
- Devilman: The Demon Bird (デビルマン)(OVA, 1990-02)
- Violence Jack: Hell's Wind (バイオレンスジャック／ヘルスウインド編, Violence Jack: Hell's Wind hen)(OVA, 1990-11)
- CB Chara Nagai Go World (ＣＢキャラ永井豪ワールド)(OVA, 1991-02)
- Getter Robo Go (ゲッターロボ號)(TV, 1991-02)
- La familia Abashiri (あばしり一家, Abashiri Ikka)(OVA, 1991-05)
- Kekko Kamen (けっこう仮面)(OVA, 1991-08)
- Anime V Comic Rentaman (レンタマン)(OVA, 1991)
- Kamasutra (究極のSEXアドベンチャー カーマスートラ)(1992-04)
- Iron Virgin Jun (鉄の処女JUN, Tetsu no Shojo JUN)(OVA, 1992-07)
- Oirá Sukeban (おいら女蛮（スケバン）, Sukeban Boy, Delinquent in Drag)(OVA, 1992-08)
- Hanappe Bazooka (花平バズーカ)(OVA, 1992-09)
- Black Lion (黒の獅士, Kuro no Shishi)(OVA, 1992-11)
- Shin Cutei Honey (新・キューティーハニー, Shin Cutey Honey)(OVA, 1994-04)
- Heisei Harenchi Gakuen (平成ハレンチ学園)(OVA, 1996-03)
- Harenchi Koumon Manyuuki (ハレンチ紅門マン遊記)(OVA, 1996-05)
- Cutie Honey F (キューティーハニーＦ（ﾌﾗｯｼｭ）)(TV, 1997-02)
- Cutie Honey F (キューティーハニーＦ（ﾌﾗｯｼｭ）)(Pel·lícula, 1997-07)
- Shin Getter Robo: Sekai Saigo no Hi (真ゲッターロボ「世界最後の日」, Getter Robo: Armageddon))(OVA, 1998-08)
- Devilman Lady (デビルマンレディー)(TV, 1998-10)
- Amon: The Apocalypse of Devilman (デビルマン黙示録)(OVA, 2000-05)
- Shin Getter Robo Tai Neo Getter Robo (真ゲッターロボ対ネオゲッターロボ)(OVA, 2000-12)
- Mazinkaiser (マジンカイザー)(OVA, 2001-09)
- Demon Lord Dante (魔王ダンテ, Maō Dante)(TV, 2002-08)
- Mazinkaiser: Mort! El gran general de l'obscuritat (マジンカイザー　死闘！暗黒大将軍, Mazinkaiser: Shitou! Ankoku Daishogun)(OVA, 2003-07)
- New Getter Robo (新ゲッターロボ, Shin Getter Robo)(OVA, 2004-04)
- Panda-Z - The Robonimation (パンダーゼット THE ROBONIMATION)(TV, 2004-04)
- Re: Cutie Honey (Re:キューティーハニー)(OVA, 2004-07)
- Gaiking: La leyenda de Daikū Maryū (ガイキング)(TV, 2005-11)
- Demon Prince Enma (鬼公子炎魔, Kikoushi Enma)(OVA, 2006-08)
- Kotetsushin Jeeg (鋼鉄神ジーグ, Steel God Jeeg)(TV, 2007-04)
- Shin Mazinger Shougeki! Z-HEN, (True Mazinger! The Z-Epic)(Mazinger, Edició Z, Impacte)(TV, 2009-04)
- Mazinkaiser SKL,(OVA, 2010-11)
- Dororon Enma-Kun Meeramera,(TV, 2011-??)